# Gare de Sannois
La gare de Sannois est une gare ferroviaire française de la ligne de Paris-Saint-Lazare à Ermont - Eaubonne, située dans la commune de Sannois (département du Val-d'Oise).
C'est une gare SNCF desservie par les trains du réseau Transilien Saint-Lazare (ligne J). Elle se situe à 12,7 km de la gare de Paris-Saint-Lazare.

## Situation ferroviaire
La gare, établie au niveau du sol naturel à l'est du centre-ville, se situe au point kilométrique 12,705 de la ligne de Paris-Saint-Lazare à Ermont - Eaubonne. Elle constitue le sixième point d'arrêt de la ligne après la gare d'Argenteuil et précède la gare d'Ermont - Eaubonne, terminus de la ligne.

## Histoire
La gare entre en service à l'été 1863, avec l'ouverture d'une portion de ligne entre Colombes et Ermont-Eaubonne.
Diverses dessertes se succèdent, parfois cohabitent : vers Paris-Nord par Ermont, vers Paris-Saint-Lazare (c'est la voie actuelle), vers Paris-Nord par Saint-Ouen, vers Gisors (ces voies sont actuellement démontées).
Sannois a été longtemps l'unique station intermédiaire d'une courte ligne Ermont-Eaubonne - Argenteuil, seule à la desservir, qui effectuait une liaison entre les réseaux Nord et Saint-Lazare. De 1950 à 1970, cette navette était surnommée La poule par ceux qui l'empruntaient, en raison de son perpétuel va-et-vient, puis le nom tomba en désuétude en même temps que les poulaillers disparaissaient peu à peu du quotidien des riverains.
En 1984, face à l'accroissement du trafic routier et ferroviaire, le passage à niveau no 7 situé sur l'ancienne route nationale 14 à proximité immédiate de la gare est définitivement fermé, remplacé par une déviation routière. De 1988 à l'été 2006, Sannois accueille les trains de la ligne C du RER, la gare étant située, durant ces années-là, sur l'antenne de cette ligne C entre Ermont - Eaubonne et Argenteuil.
Depuis le 27 août 2006, la gare est desservie par les trains de la ligne J du réseau Paris Saint-Lazare du Transilien : Paris Saint-Lazare - Ermont-Eaubonne. En 2007, la seconde voie est déplacée et les deux voies sont surélevées de 80 cm et resserrées afin de créer un nouveau passage souterrain destiné aux piétons et cyclistes.

## Fréquentation
De 2015 à 2023, les estimations de la SNCF sont les suivantes :
| Année         | 2015      | 2016      | 2017      | 2018      | 2019      | 2020      | 2021      | 2022      | 2023      |
| ------------- | --------- | --------- | --------- | --------- | --------- | --------- | --------- | --------- | --------- |
| Fréquentation | 3 270 836 | 3 247 072 | 3 523 862 | 3 660 733 | 3 682 623 | 1 997 420 | 3 581 520 | 3 857 638 | 3 788 517 |

## Correspondances
La gare est desservie par la ligne 261 du réseau de bus RATP, par les lignes 30-42, 95-19 et 95-29 du réseau de bus Val Parisis et, la nuit, par la ligne N154 du réseau de bus Noctilien.

## Galerie de photographies

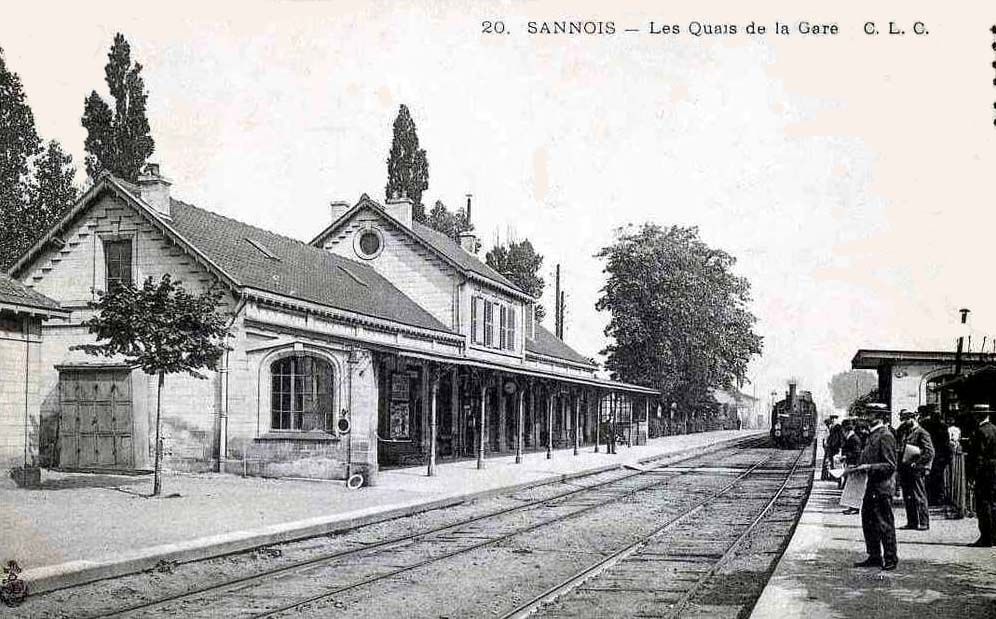
Les quais de la gare vers 1900.
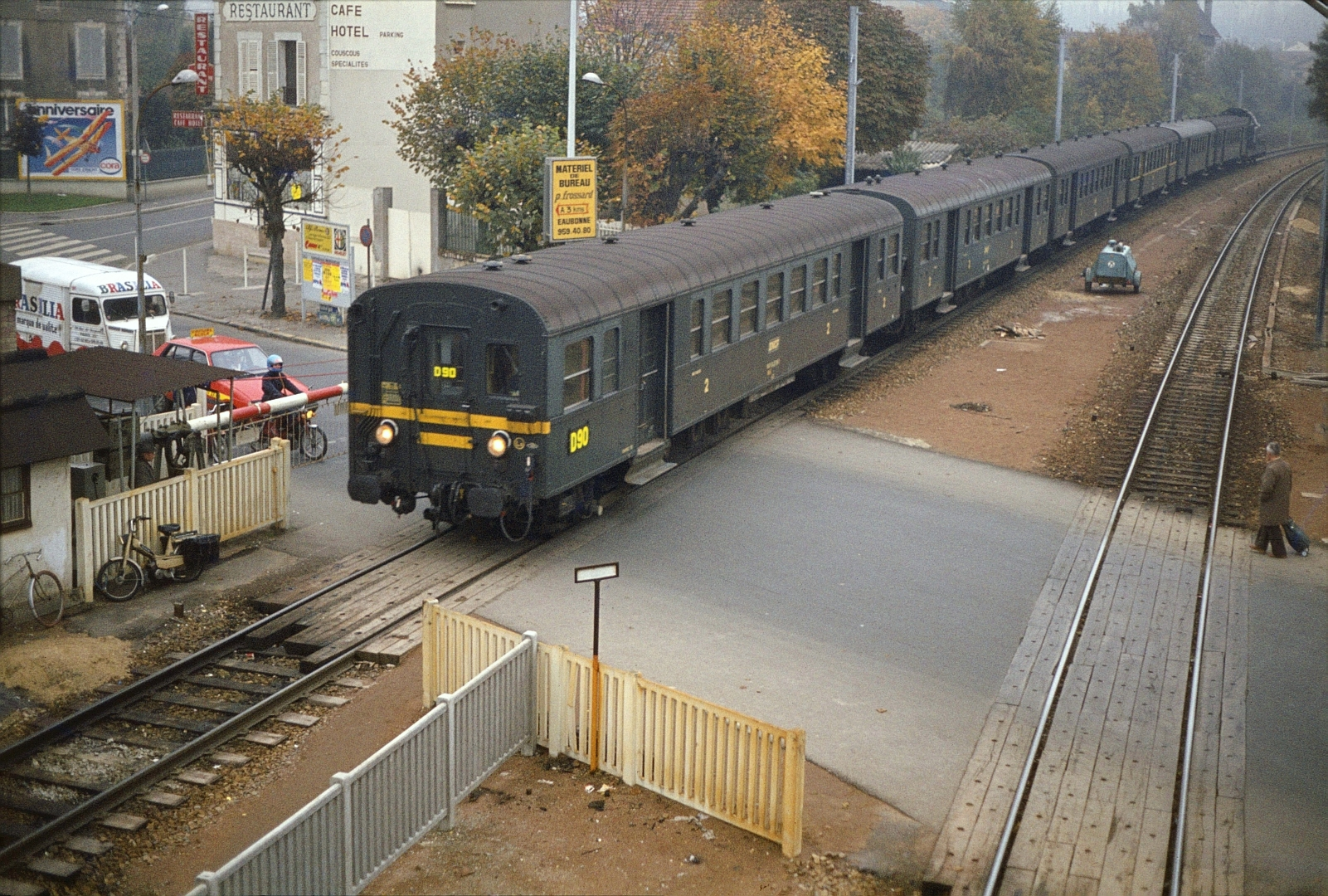
Une rame Talbot arrive en gare en 1982, lors des travaux d'électrification.
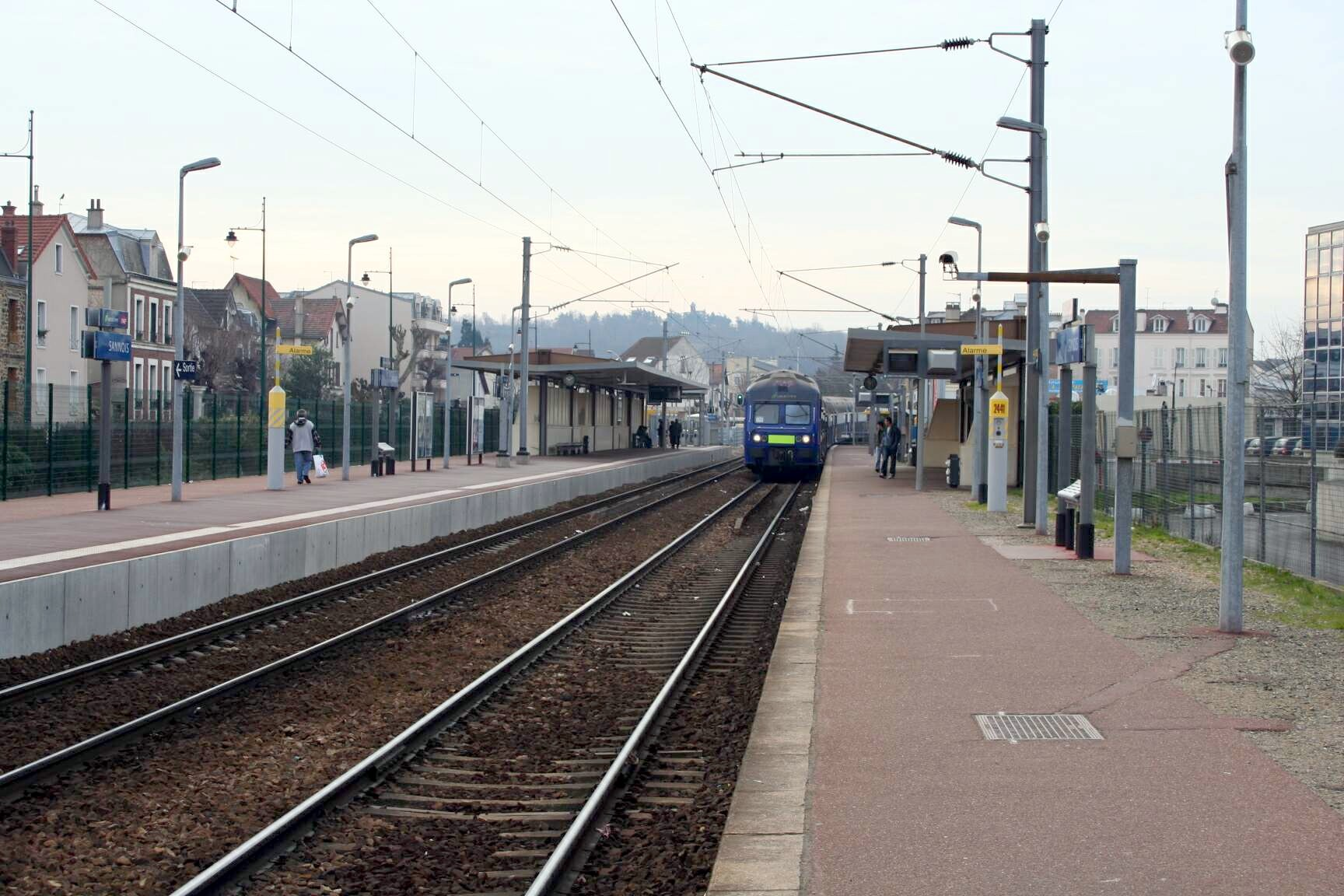
Entrée en gare d'une rame VB 2N.
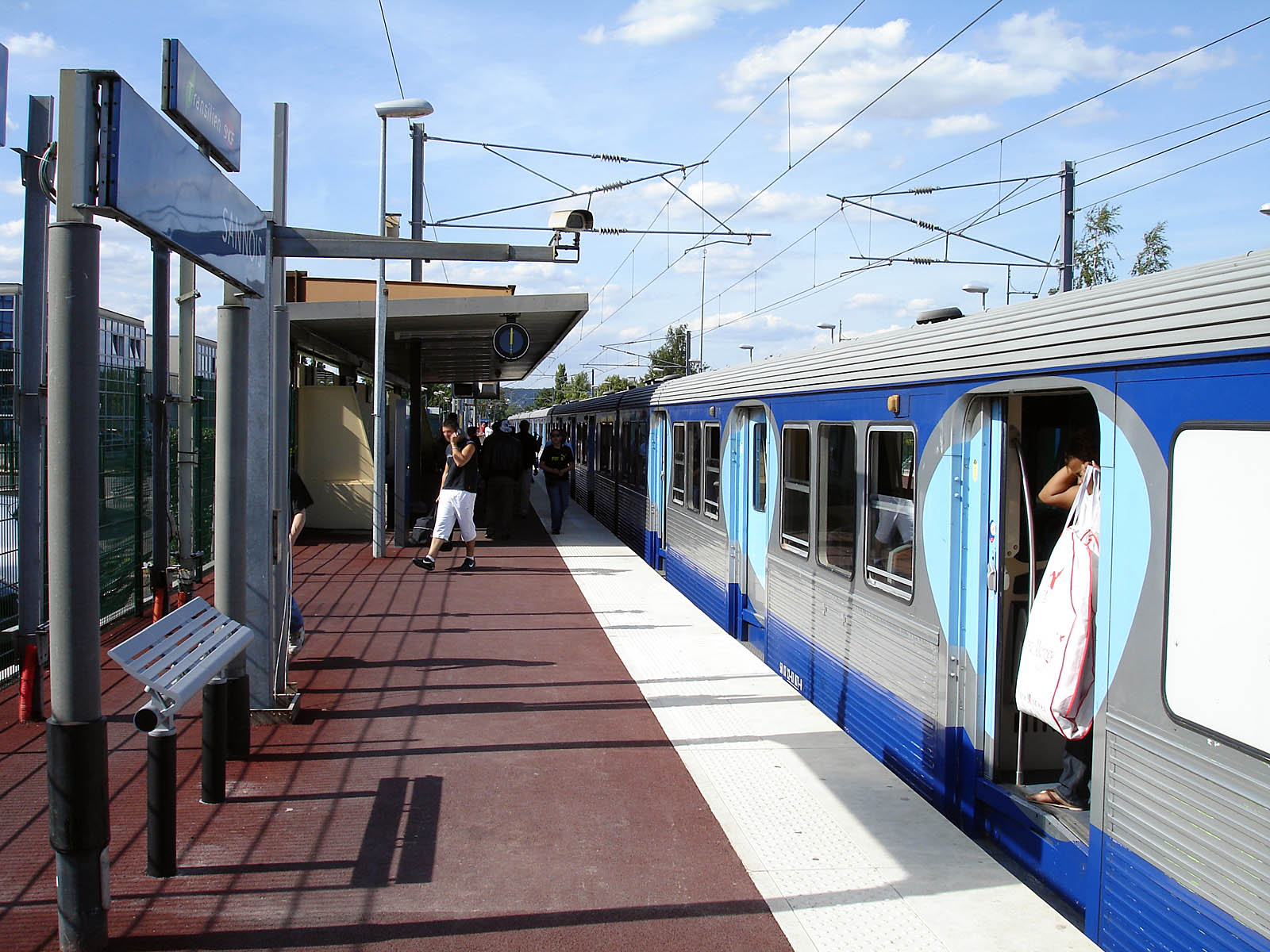
Une rame RIB à quai, en direction d'Ermont-Eaubonne.